# Horcajo de la Sierra
Horcajo de la Sierra – niewielka miejscowość w Hiszpanii w północnej części wspólnoty autonomicznej Madryt u podnóża gór Sierra de Somosierra. W skład miejscowości wchodzą dwie odrębne jednostki Horcajo de la Sierra i Aoslos, tak więc czasami miejscowość, lecz nieoficjalnie nazywana jest Horcajo de la Sierra-Aoslos.